# إف كي بالانغا
إف كي بالانغا (بالليتوانية: FK Palanga) هو نادي كرة قدم ليتواني تأسس في 1991 ، يقع مقره الرئيسي في بالانغا (لتوانيا)، ويلعب في دوري كرة القدم الدرجة الأولى ‏.

## وصلات خارجية
- الموقع الرسمي